# Diplophyllum microdontum
Diplophyllum microdontum là một loài rêu trong họ Scapaniaceae. Loài này được (Mitt.) H. Buch mô tả khoa học đầu tiên năm 1928.